# Gnaphalium pedunculatum
Gnaphalium pedunculatum là một loài thực vật có hoa trong họ Cúc. Loài này được Benth. & Hook.f. ex Klatt mô tả khoa học đầu tiên năm 1878.